# Julien Ribaudo
Julien Ribaudo, né le 23 juillet 1987 à Charleroi, est un homme politique belge, membre du Parti du travail de Belgique (PTB).

## Biographie
Julien Ribaudo nait le 23 juillet 1987 à Charleroi.
Aux élections législatives fédérales de 2024, Julien Ribaudo est élu à la Chambre des Représentants.